# Минц, Биньямин
Биньямин Минц (ивр.  בנימין מינץ‎; 12 января 1903 — 30 мая 1961) — израильский политический деятель, короткое время занимал пост министра связи Израиля с июля 1960 года до смерти в мае 1961 года.

## Биография
Родился в Лодзи в Российской империи (ныне в Польше), Минц учился в гурской хасидской школе, а также был членом молодёжной секции «Агудат Исраэль». Совершил алию в подмандатную Палестину в 1925 году и работал в строительстве и в качестве печатника.
В 1933 году он присоединился к «Поалей Агудат Исраэль», а затем был членом Временного государственного совета. В 1949 году был избран в первый кнессет по списку Объединенного религиозного фронта (альянс четырех основных религиозных партий). Переизбран в 1951, 1955 и 1959 годах, он был назначен министром почтовой связи в правительстве Давида Бен-Гурион 17 июля 1960 года, где и работал до самой смерти в мае следующего года.
Деревня Яд-Биньямин, созданная в 1962 году, была названа в его честь.